# 사이나우어 어소시에이츠
사이나우어 어소시에이츠(Sinauer Associates, Inc.)는 대학 학부 수준의 교과서 출판사이다. 1969년 앤드루 사이나우어(Andrew D. Sinauer)에 의해 시작된 이래 국제적으로 인정받는 주요 과학 저작물 출판사로 성장했다.

## 같이 보기
- 랜덤하우스